# 謝珠栄
謝 珠栄（しゃ たまえ、6月24日）は、元宝塚歌劇団男役で演出・振付家。大阪府吹田市出身。

## 略歴
- 追手門学院高等学校卒業後[1]、1971年に宝塚音楽学校を卒業。57期生として宝塚歌劇団に入団。当時の芸名は隼あみり（はやぶさ あみり）だった。花組公演『花は散る散る／ジョイ!』[2]で初舞台を踏む。宝塚入団時の成績は首席[2]。1972年3月2日[2]、花組に配属される。ダンスの得意な男役として活躍。
- 1975年8月12日付[2]で、『ベルサイユのばら』を最後に宝塚を退団。ニューヨークに留学しダンスや舞台芸術を学ぶ。
- 1978年、東京キッドブラザースのミュージカル『冬のシンガポール』で振付家・謝珠栄としてデビューする。同時期、劇団四季のダンス講師としても活躍。また野田秀樹主宰の劇団夢の遊眠社の全作品を振り付けしている。
- 1985年、TSダンスファンデーションを設立。同時にオリジナル作品の発表を始める。
- 1992年、南青山少女歌劇団『夏・遠い願いを抱いて〜夢を信じて〜』で初演出。
- 2000年、TSダンスファンデーションを解散。
- 2001年、TSミュージカルファンデーションを設立。舞台制作に専念する事となる。
- 2003年、NHK朝の連続テレビ小説『てるてる家族』のミュージカル部分の振付を手がける。
- 演出家としても活躍。宝塚歌劇（特に柴田侑宏作品）の演出・振付なども手がける。
- 父は在日華僑（客家）の元リーダーであり[3]、自らのルーツを元にした作品も発表している[4]。日本統治時代の台湾・桃園市で生まれた父親の謝坤蘭は16歳で日本へ留学し、立命館大学、東京大学経済研究所を経て、銀行や葬儀会社を立ち上げ、関西華僑界の成功者だった[5]。
- 2016年、多摩美術大学教授、梅花女子大学客員教授並びに芸術監督に就任。2018年には多摩美術大学客員教授に就任。後進の育成にも尽力している。

## 作・演出・振付作品

### 宝塚歌劇
- スピリチュアル・シンフォニー『MAHOROBA』-遥か彼方YAMATO-（2007年 月組 宝塚大劇場、東京宝塚劇場 主演：瀬奈じゅん）
- 幻想歌舞録『眩曜の谷～舞い降りた新星～』（2020年 星組 宝塚大劇場、東京宝塚劇場 主演：礼真琴）
- ミュージカル・ロマンティコ『ELPIDIO』～希望という名の男～（2022年 月組 KAAT神奈川芸術劇場、梅田芸術劇場シアター・ドラマシティ 主演：鳳月杏）
- ミュージカル浪漫『Lilac（ライラック）の夢路』－ドロイゼン家の誇り－（2023年 雪組 宝塚大劇場、東京宝塚劇場 主演：彩風咲奈）[6]
- ミステリアス・ロマン『RED STONE』～悠遠なる叫び～（2025年 宙組 KAAT神奈川芸術劇場、梅田芸術劇場シアター・ドラマシティ 主演：水美舞斗）

## 演出・振付作品

### 宝塚歌劇
- ミュージカル・プレイ『黒い瞳』（1998年 - 1999年 月組 宝塚大劇場、TAKARAZUKA1000days劇場 主演：真琴つばさ / 2011年 雪組 全国ツアー 主演：音月桂 / 2019年 宙組 博多座 主演：真風涼帆）[7]
- ミュージカル・プレイ『激情-ホセとカルメン-』（1999年 宙組 宝塚大劇場、TAKARAZUKA1000days劇場 主演：姿月あさと / 2010年 星組 全国ツアー 主演：柚希礼音 / 2016年 月組 全国ツアー 主演：珠城りょう / 2023年 花組 全国ツアー 主演：永久輝せあ）[7][8]
- ミュージカル・プレイ『凱旋門』（2000年・2001年 雪組 宝塚大劇場、TAKARAZUKA1000days劇場・博多座 / 2018年 雪組 宝塚大劇場、東京宝塚劇場 主演：轟悠）[7]
- ミュージカル・ロマン『ガラスの風景』（2002年 - 2003年 星組 宝塚大劇場、東京宝塚劇場 主演：香寿たつき）[7]
- ミュージカル・プレイ『黒豹の如く』（2015年 星組 宝塚大劇場、東京宝塚劇場 主演：柚希礼音）[7]
- ミュージカル・ロマンス『ヴェネチアの紋章』（2021年 雪組 全国ツアー 主演：彩風咲奈）[7]

### 東宝
- シェルブールの雨傘（1983年）
- エニシング・ゴーズ（1996年）

### TSオリジナルミュージカル
- 「YESTERDAY IS … HERE」 （1994年） 脚本：正塚晴彦
- 「YESTERDAY IS … HERE」再演 （1995年）
- 「忘れモノ 探しモノ」 （1997年） 脚本：佐藤万里、出演：大森博、平澤智、福麻むつ美、他
- 「忘れモノ 探しモノ」再演 （1999年） 出演：大森博、平澤智、田中利花、他
- 「天翔ける風に」 （2001年） 原作：野田秀樹、出演：香寿たつき、立川三貴、福井貴一、畠中洋、平澤智、他
- 「Dawn 〜ドーン・夜明け〜」 （2001年） 出演：姿月あさと、平澤智、石原慎一、他
- 「フォーチュン クッキー」 （2002年） 出演：鈴木綜馬、日向薫、畠中洋、湖月わたる、他
- 「天翔ける風に」再演（2003年） 出演：香寿たつき、山崎銀之丞、戸井勝海、今拓哉、他
- 「砂の戦士たち」 （2003年） 原案：謝珠栄、出演：石川禅、駒田一、坂元健児、平澤智、吉野圭吾、伊央里直加、他
- 「タン・ビエットの唄」 （2004年） 脚本：大谷美智浩、出演：愛華みれ、土居裕子、畠中洋、他
- 「タック」 （2005年） 出演：坂元健児、堀内敬子、立樹遥、駒田一、他
- 「風を結んで」 （2005年） 脚本：大谷美智浩、出演：鈴木綜馬、畠中洋、今拓哉、坂元健児、風花舞、絵麻緒ゆう、他
- 「Miss Saikon ミス再婚」 （2006年） 脚本：永元絵里子、出演：香寿たつき、安崎求、平澤智、パク・トンハ、成瀬こうき、新納慎也
- 「AKURO 悪路」 （2006年） 脚本：大谷美智浩、 出演：坂元健児、吉野圭吾、駒田一、今拓哉、平澤智、彩輝なお、他
- 「タン・ビエットの唄」再演 （2008年） 出演：安寿ミラ、土居裕子、畠中洋、吉野圭吾、他
- 「Calli〜炎の女カルメン」 （2008年） 脚本：小手伸也、出演：朝海ひかる、雨宮良、今拓哉、戸井勝海、他
- 「AKURO 悪路」再演 （2008年） 出演：坂元健児、吉野圭吾、神田沙也加、駒田一、今拓哉、平澤智、他
- 「天翔ける風に」再々演 （2009年） 出演：香寿たつき、山崎銀之丞、戸井勝海、今拓哉、他
- 「GARANTIDO」（2009年） 脚本：大谷美智浩、 出演：坂元健児、吉野圭吾、岸祐二、畠中洋、伊礼彼方、良知真次、他
- 「タン･ビエットの唄」再々演 （2010年） 出演：安寿ミラ、土居裕子、畠中洋、吉野圭吾、他
- 「Diana 月の女神ディアナ」 （2010年） 脚本：篠原久美子、出演：姿月あさと、湖月わたる、今拓哉、平澤智、水谷あつし、他
- 「眠れぬ雪獅子」 （2011年） 脚本：大谷美智浩、出演：東山義久、伊礼彼方、小西遼生、今井清隆、保坂知寿、他
- 「風を結んで」再演 （2011年） 出演：中川晃教、藤岡正明、小西遼生、大澄賢也、菊地美香、山崎銀之丞、他、
- 「客家－千古光芒の民」 （2012年） 脚本：斎藤栄作、出演：水夏希、吉野圭吾、坂元健児、伊礼彼方、他
- 「天翔ける風に」再再々演（2013年） 出演：朝海ひかる、石井一孝、浜畑賢吉、彩乃かなみ、伊東弘美、岸祐二、吉野圭吾、他
- 「ちぬの誓い」 （2014年） 脚本：木内宏昌、出演：東山義久、相葉裕樹、良知真次、藤岡正明、他
- 「familia 〜4月25日誕生の日〜」 （2014年） 脚本：斎藤栄作、出演：大空祐飛、岸祐二、柳下大、坂元健児、福井貴一、他
- 「GARANTIDO」再演 （2015年） 脚本：大谷美智浩、出演：柳下大、荒木宏文、マルシア、他
- 「天翔ける風に」再再再々演（2023年） 出演：珠城りょう、屋良朝幸、今拓哉、東山義久、原嘉孝、加藤梨里香、駒田一、剣幸、他

### 博多座
「黒い瞳」

### その他
- ブロードウェイミュージカル「シーソー」
- ブロードウェイミュージカル「リトル・ミー」
- ブロードウェイミュージカル「レイディ・イン・ザ・ダーク」
- ブロードウェイミュージカル「ヴィクターヴィクトリア」
- ミュージカル「姫ちゃんのリボン」
- 大地真央グランドショー「Many moons ago I・II」
- 大竹しのぶコンサート「BUBU」
- 「冷蔵庫の上の人生」
- 「平清盛生誕900年記念公演　ONESTEP2018清盛の夢」

## 振付作品

### 宝塚歌劇
- ファンシー・ゲーム
- ザ・ビッグ・アップル
- クレッシェンド!
- サン・オリエント・サン
- ジョリー・シャポー
- アルカディアよ永遠に
- ラブ・コネクション
- オペラ・トロピカル
- うたかたの恋
- ハッピーエンド物語
- プラスワン
- ハート・ジャック
- ヒート・ウエーブ
- ザ・スイング
- アンド・ナウ!
- ヒーローズ
- ラ・ノスタルジー
- ショー・アップ・ショー -ビート・ラプソディー-
- 蒼いくちづけ
- 炎のボレロ
- キス・ミー・ケイト
- フォーエバー!タカラヅカ
- ロマノフの宝石
- レッド・ホット・ラブ
- ル・ポアゾン 愛の媚薬
- BLUFF
- ナルシス・ノアール
- 夢・フラグランス
- ワンナイト・ミラージュ
- フラワードラムソング
- パパラギ
- ブラック・ジャック 危険な賭け
- 火の鳥
- LAST DANCE
- ミリオン・ドリームズ
- ハードボイルド・エッグ
- 二人だけの戦場
- 二人だけが悪 -男には秘密があった そして女には…-
- La Jeunesse!
- プレスティージュ
- レ・シェルバン
- シトラスの風
- ザ・ショー・ストッパー
- ガラスの風景
- バビロン -浮遊する摩天楼-
- タカラヅカ・グローリー!
- ASIAN WINDS! - アジアの風 -
- ネオ・ダンディズム! - 男の美学 -
- ネオ・ダンディズム！II
- 宝塚幻想曲
- るろうに剣心
- ロマンス!! (Romance)
- 眩耀（げんよう）の谷　－舞い降りた新星－
- ELPIDIO
- Lilac（ライラック）の夢路　－ドロイゼン家の誇り－

### 劇団四季
- はだかの王様
- 王子と踊り子
- アンデルセン
- ハンス
- ユタ
- ハンスアンデルセン
- 35ステップス
- 夢から醒めた夢
- 王様の秘密

### こまつ座
- 花よりタンゴ
- きらめく星座
- たいこどんどん
- 11ぴきのねこ
- 國語元年
- 日本人のへそ
- 紙屋町さくらホテル
- 人間合格
- 兄おとうと

### ジャパンアクションクラブ
- 燃える勇者 (映画) （1981年）
- ゆかいな海賊大冒険 （1982年・1983年・1984年）
- コータローまかりとおる! (映画) （1984年）
- 酔いどれ公爵 （1985年）

### 東宝
- スカーレット
- 風と共に去りぬ
- カルメン
- サウンド・オブ・ミュージック
- から騒ぎ
- マイ・フェア・レディ
- ローマの休日
- 十二夜
- 野田秀樹の真夏の夜の夢

### 松竹歌劇
- 銀河鉄道999 in SKD
- 銀河鉄道999 透明宮への旅

### 夢の遊眠社・NODA　MAP
- 少年狩り
- 走れメロス
- センダ城の虜
- 小指の思い出
- 回転人魚
- 瓶詰のナポレオン
- 怪盗乱魔
- 野獣降臨（のけものきたりて）
- 彗星の使者
- 半神
- 贋作・罪と罰
- キル
- TABOO
- ローリングストーン

### 東京キッドブラザース
- 冬のシンガポール
- 失われた藍の色
- 街のメロス
- 一つの同じドア
- 十月は黄泉の国
- 十二月の夢
- 哀しみのキッチン
- 二月のサーカス
- SHIRO
- 冒険ブルックリンまで
- 青春のアンデルセン

### その他
- 桜田淳子『MISS KISS』[9]
- 音楽座『マドモアゼル・モーツァルト』
- NHK朝の連続テレビ小説『てるてる家族』※ミュージカルシーンの振付
- フジテレビ ポンキッキ『わっはっはたいそう』振付
- 愛知万博(愛・地球博)　瀬戸日本館における『群読　叙事詩劇“一粒の種”』
- 『ティンゲル　タンゲル』（演出：串田和美）
- オンシアター自由劇場『もっと泣いてよフラッパー』
- 日本製粉株式会社『ニップンのアマニCM』

## 受賞歴
- 1988年：月刊ミュージカル･アーチスト部門 第5位（『キス・ミー・ケイト』、『夢から醒めた夢』の振付）
- 1993年：第43回芸術選奨文部大臣新人賞大衆芸能部門受賞（『あにき』演出・振付）
- 1995年：第30回菊田一夫演劇賞受賞 (『YESTERDAY IS … HERE』演出・振付）
- 1999年：第54回文化庁芸術祭演劇部門優秀賞受賞（宝塚歌劇団 宙組『激情』『ザ・レビュー'99』の成果に対し、宝塚歌劇団 宙組として受賞　　　　　　　　※謝は『激情』の演出・振付
- 2008年：第10回東京芸術劇場ミュージカル月間 優秀賞受賞（『タン・ビエットの唄』演出・振付）
- 2008年：第43回紀伊國屋演劇賞個人賞受賞（『タン・ビエットの唄』『Calli』『AKURO』演出・振付）
- 2008年：第16回読売演劇大賞最優秀スタッフ賞受賞（『AKURO』の振付）
- 2013年：第34回松尾芸能賞優秀賞受賞